# Mikkel Damsgaard
Mikkel Krogh Damsgaard, född 3 juli 2000, är en dansk fotbollsspelare som spelar för Brentford.

## Klubbkarriär
Den 6 februari 2020 värvades Damsgaard av Sampdoria, där han skrev på ett fyraårskontrakt med start den 1 juli 2020. Damsgaard debuterade i Serie A den 20 september 2020 i en 0–3-förlust mot Juventus, där han blev inbytt i den 70:e minuten mot Morten Thorsby. Damsgaard gjorde sitt första mål i Serie A den 17 oktober 2020 i en 3–0-vinst över Lazio.
Den 10 augusti 2022 värvades Damsgaard av Brentford, där han skrev på ett femårskontrakt.

## Landslagskarriär
Damsgaard debuterade för Danmarks landslag den 11 november 2020 i en 2–0-vinst över Sverige.